# Hrizelefantinska tehnika
Hrizelefantinska tehnika (od grčkog hrysos - zlato i elefas - slonovača) je kiparska tehnika koja kombinira slonovaču i zlato. Drvena jezgra skulpture oblagala se slonovačom na onim mjestima gdje je trebalo prikazati dijelove tijela (tzv. inkarnat), dok se odjeća prikazivala zlatnim pločicama. Najpoznatija djela te tehnike su Fidijini kipovi boginje Atene za hram na Akropoli i kip Zeusa u Olimpiji.